# 松平信志
松平 信志（まつだいら のぶゆき）は、江戸時代後期の大名。丹波国亀山藩の第5代藩主。官位は従五位下紀伊守。形原松平家15代当主。

## 略歴
天明5年（1785年）7月30日、丹波亀山藩分家で大身旗本の松平庸孝の長男として誕生。
享和2年（1802年）、第4代藩主・松平信彰が早世したため、その養子として家督を継ぎ、12月に従五位下・紀伊守に叙任される。
文化13年（1816年）4月15日（または4月18日）に死去した。享年32。跡を七男・信豪が継いだ。

## 系譜
- 父：松平庸孝
- 母：朽木紀綱娘
- 養父：松平信彰（1782-1802）
- 正室：松平定信養女 - 加藤泰候娘
- 生母不明の子女
  - 六男：松平信賢（1808-1873） - 松平信友の婿養子
  - 七男：松平信豪（1813-1865）
  - 女子：飛鳥井雅久室
  - 女子：胤 - 浄信院、井伊直経正室